# Miguel Cardoso (Dichter)
Miguel Cardoso (* 1976 in Lissabon, Portugal) ist ein portugiesischer Dichter, Übersetzer und Essayist, der zu den bedeutendsten Lyrikern seiner Generation in Portugal gehört.

## Leben und Wirken
Miguel Cardoso wurde in Lissabon geboren und begann ein Studium der englischen und portugiesischen Philologie und der modernen Literaturwissenschaften, brach das Studium ab und studierte ein Semester Rechtswissenschaften, das er ebenfalls ohne Abschluss beendete.
Er ist nicht verwandt mit dem Journalisten und Schriftsteller Miguel Esteves Cardoso.
Einige Zeit lang lebte er in London. Er lebt und arbeitet in Lissabon.

## Werk
- Que se diga que vi como a faca corta, Lyrik, 2010.
- Pleno Emprego, Lyrik, 2013.
- Os engenhos necessarios, Lyrik, 2014.
- Fruta Feita, Lyrik, 2014.
- À barbárie seguem-se os estendais,  Lyrik, 2015.
- Viveres, Lyrik, 2016.
- Mais de mil anos, Lyrik. 2017.